# Spaghettifikation
Inom astrofysik är spaghettifikation, även benämnd som nudeleffekten ibland, den kraft som resulterar i ett objekts vertikala elongation och horisontella kompression i ett icke-homogent gravitationsfält; det orsakas av extrema tidvattenkrafter. I de mest extrema fallen, det vill säga i närheten av ett svarta hål, är elongationen så kraftfull att inget objekt står emot krafterna, oavsett hur starka de interna komponenterna är. Inom ett litet område står kompressionen och elongationen i ett ekvilibrium, vilket betyder att spaghettifikation av små objekt påverkas inte av någon större nettoförändring i volym och form.
Hawking beskrev en fiktiv astronaut som passerar inom ett svart håls händelseshorisont som "uttöjd som spaghetti" av gravitationsgradienten från huvudet till tårna. Anledningen till detta skulle vara att gravitationen som utsäts av singulariteten skulle vara mycket starkare i den ena änden av kroppen än den andra. Om man skulle falla ned i ett svart hål med fötterna först skulle gravitationen vid fötterna vara mycket starkare än vid huvudet, vilket får personen att töjas vertikalt. Samtidigt dras den högra sidan av kroppen till den vänstra och den högra sidan av kroppen dras mot den vänstra, vilket komprimera personen horisontellt. Termen "spaghettifikation" etablerades emellertid långt innan detta. Spaghettifikationen av en stjärna togs på bild för första gången 2018 av forskare som observerade ett par kolliderande galaxer cirka 150 miljoner ljusår från jorden.

## Ett enkelt exempel
I detta exempel finns fyra separata objekt placerade i en diamantformation i rymden ovanför en himlakropp. De fyra objekten följer linjerna i det gravitomagnetiska fältet, riktad mot himmelkroppens centrum. I enlighet med den inversa kvadratlagen så påverkas den lägsta av de fyra objekten den största gravitationsaccelerationen, så att hela formationen töjs in till en linje.
Dessa fyra objekt är sammankopplade delar av ett större objekt. En fast kropp kommer att motstå förvrängningar, och inre elastiska krafter utvecklas när kroppen snedvrids för att balansera tidvattenkrafterna, så att mekanisk ekvilibrium kan uppnås. Om tidvattenkrafterna är för stora kan kroppen gå sönder och flöda plastiskt innan tidvattenkrafterna kan balanseras eller spridas, vilket ger antingen ett filament eller en vertikal linje med trasiga delar.

## Inuti eller utanför händelsehorisonten
När tidvattenkrafterna förstör ett objekt eller dödar en människa beror på svarta hålets storlek. För ett supermassivt svart hål, exempelvis de som finns i en galaxs centrum, ligger denna punkt inuti händelsehorisonten; en astronaut kan passera händelseshorisonten utan att märka någonting. Väl inuti är det bara en fråga om tid innan en människa slits itu av tidvattenkrafterna då det är oundvikligt att undkomma när man väl har passerat händelsehorisonten. För små svarta hål vars Schwarzschildradie är mycket närmare singulariteten, skulle tidvattenkrafterna döda en innan man ens hinner nå händelseshorisonten.

### Allmänna
- Melia, Fulvio (2003). The Black Hole at the Center of Our Galaxy. Princeton University Press. sid. 189. ISBN 0-691-09505-1. OCLC 50510945 (engelska)
- Death By Black Hole (en enkel förklaring av termen av Neil deGrasse Tyson) på YouTube (engelska)

### Fotnoter
1. ↑  Wheeler, J. Craig (4 januari 2007) (på engelska). Cosmic catastrophes: exploding stars, black holes, and mapping the universe (2). Cambridge University Press. sid. 182. ISBN 0-511-26911-0. OCLC 173252787. https://books.google.com/books?id=j1ej8d0F8jAC. Läst 18 juli 2020
2. ↑  Hawking, Stephen (1988) (på engelska). A Brief History of Time: From the Big Bang to Black Holes (10). New York: Bantam Books. sid. 256. ISBN 0-553-10953-7. OCLC 39256652. Läst 18 juli 2020
3. ↑  Fraknoi, Andrew (2016) (på engelska). Astronomy. sid. 862. ISBN 978-1-947172-24-1. OCLC 961476196. https://www.worldcat.org/oclc/961476196. Läst 18 juli 2020
4. ↑  Calder, Nigel (1977) (på engelska). The Key to the Universe: A Report on the New Physics (1). Viking Press. sid. 199. ISBN 0-670-41270-8. OCLC 2646012. https://archive.org/details/keytouniverserep0000cald/page/199. Läst 18 juli 2020
5. ↑  Mattila, S.; Pérez-Torres, M.; Efstathiou, A.; Mimica, P.; Fraser, M.; Kankare, E.; Alberdi, A.; Aloy, M. Á.; Heikkilä, T.; Jonker, P.G.; Lundqvist, P.; Martí-Vidal, I.; Meikle, W. P. S.; Romero-Cañizales, C.; Smartt, S. J.; Tsygankov, S.; Varenius, E.; Alonso-Herrero, A.; Bondi, M,; Fransson, C.; Herrero-Illana, R.; Kangas, T.; Kotak, R.; Ramírez-Olivencia, N.; Väisänen, P.; Beswick R. J.; Clements, D. L.; Greimel, R.; Harmanen, J.; Kotilainen, J.; Nandra, K.; Reynolds, T.; Ryder, S.; Walton, N. A.; Wiik, K.; Östlin, G. (14 juni 2018). ”A dust-enshrouded tidal disruption event with a resolved radio jet in a galaxy merger” (på engelska). Science (New York: American Association for the Advancement of Science) 361 (6401):  sid. 482−485. doi:10.1126/science.aao4669. ISSN 0036-8075. OCLC 8086791155. PMID 29903886. https://science.sciencemag.org/content/sci/361/6401/482.full.pdf. Läst 18 juli 2020.
6. ↑  Thorne, Kip S. (12 mars 1988). ”Gravitomagnetism, Jets in Quasars, and the Stanford Gyroscope Experiment” (på engelska) ( PDF). Near Zero: New Frontiers of Physics. W. H. Freeman and Company. sid. 575 – 576. http://einstein.stanford.edu/content/sci_papers/papers/nz-Thorne_101.pdf#page=3&view=FitV. Läst 19 juli 2020.
7. ↑  Hawley, John F.; Holcomb, Katherine A. (2005) (på engelska). Foundations of modern cosmology (2). New York: Oxford University Press. sid. 253. Libris 9701565. ISBN 0-19-853096-X. OCLC 646790485. https://books.google.se/books?id=s5MUDAAAQBAJ&pg=PA253&redir_esc=y#v=onepage&q&f=false. Läst 6 augusti 2020
8. ↑  Hobson, Michael Paul; Efstathiou, George; Lasenby, Anthony N. (2006). ”Schwarzschild black holes” (på engelska). General relativity: an introduction for physicists (1). Cambridge: Cambridge University Press. sid. 265. Libris 10098977. ISBN 0-521-82951-8. OCLC 61757089. https://books.google.se/books?id=5dryXCWR7EIC&pg=PA265&redir_esc=y#v=onepage&q&f=false. Läst 6 augusti 2020
9. ↑  Kutner, Marc Leslie (31 juli 2003). ”General relativity” (på engelska). Astronomy: A Physical Perspective (2). Cambridge University Press. sid. 150. ISBN 0-511-07857-9. OCLC 57510807. https://books.google.com/books?id=2QVmiMW0O0MC&pg=PA150. Läst 6 augusti 2020